# Musée de Groningue
Le musée de Groningue (en néerlandais : Groninger Museum, en groningois : Grunneger Museum, en frison : Grinzer Museum) est un musée d'art situé à Groningue, ville du nord des Pays-Bas. Ouvert en 1994 et peut-être moins célèbre que le Rijksmuseum à Amsterdam, il est néanmoins considéré comme l'un des plus importants musées néerlandais et il est devenu un haut-lieu reconnu dans le monde de l'art.
L'ensemble du musée forme une île artificielle et se compose de trois pavillons : un de forme circulaire (Michele de Lucchi et Philippe Starck), un de style déconstructiviste (Coop Himmelb(l)au) et une tour centrale de 60 m de haut, recouverte de plastique lamifié doré (Alessandro Mendini). Le pont qui relie l'île aux deux rives est également l'itinéraire le plus direct entre la gare centrale et le centre historique de Groningue.

## Historique

### Inauguration
Le projet, conçu par Alessandro Mendini et inspiré du style du groupe de Memphis, a également bénéficié des contributions de Philippe Starck, de Michele De Lucchi et des architectes de l'agence Coop Himmelbau.

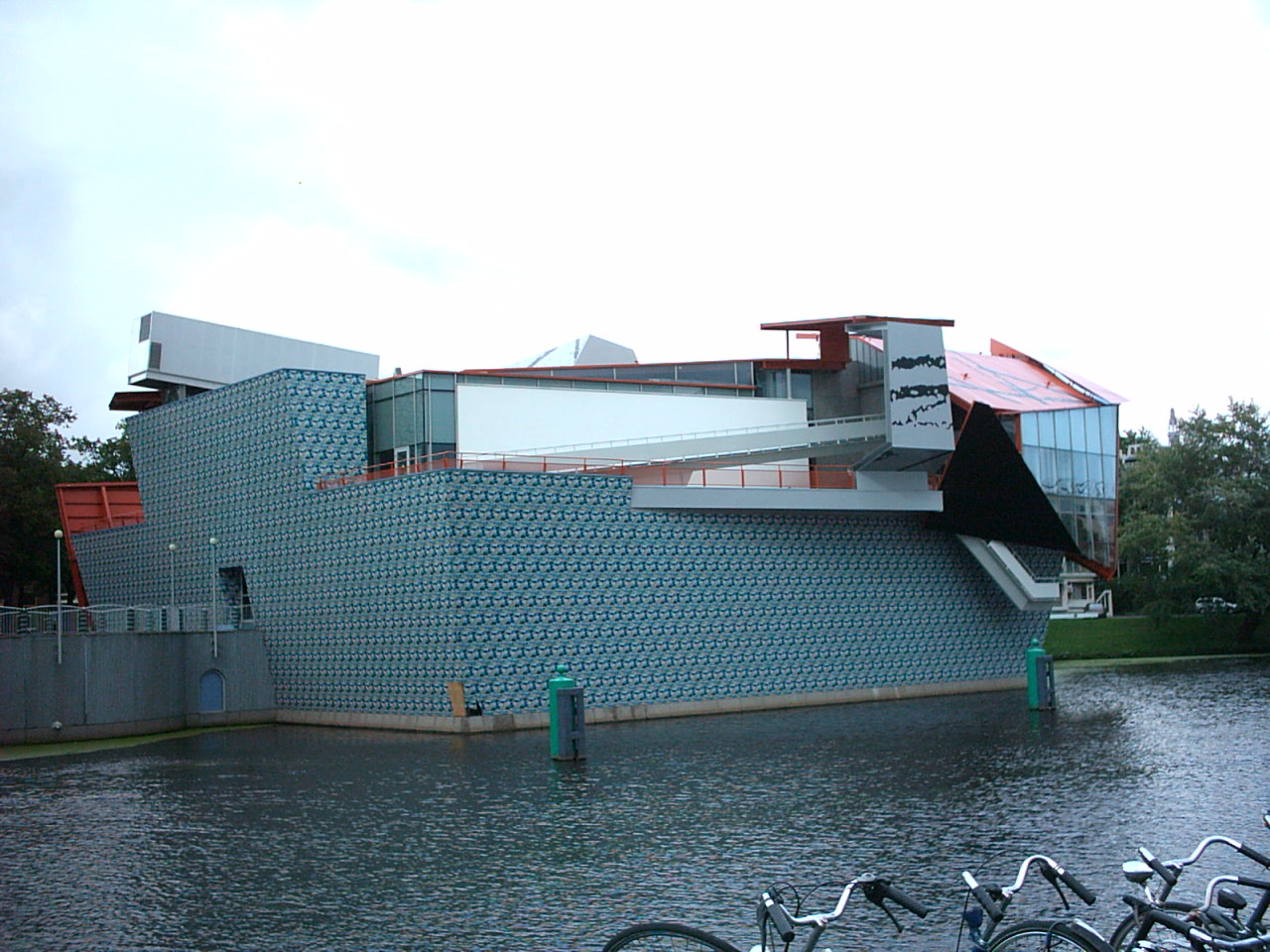
Le pavillon conçu par l'agence Coop Himmelb(l)au

Alessandro Mendini est mandaté en 1987 par le directeur Frans Haks afin de concevoir un nouveau musée, en remplacement de celui, désormais trop exigu, situé dans le centre-ville et qui soit, selon une ambition commune aux deux hommes, une œuvre d'art « globale », une osmose parfaite entre l'art, l'architecture et le design. Pour la réalisation de 2 des 3 pavillons, Frans Haks impose la collaboration des designers Michele De Lucchi, Philippe Starck et du peintre Frank Stella. Le projet de ce dernier, jugé trop complexe et onéreux, est abandonné et remplacé par celui de l'agence Coop Himmelb(l)au, sollicitée en urgence.
Le musée, dont le coût s'élève à 40 millions de florins, a été financé pour 25 millions de florins par la compagnie Nederlandse Gasunie qui offre ainsi, pour son 25e anniversaire, un présent à la ville de Groningue.
Le projet muséal, fer de lance du conseiller municipal Ypke Gietema, est contesté et attaqué en justice, principalement pour son architecture moderne et controversée, par des riverains qui craignent de ne plus pouvoir vendre leur maison. La Haute Cour de justice suspend pendant une année les travaux préparatoires mais la construction est autorisée, débute en 1992 et s'achève en 1994.

### Musée annexe
Le château de Menkemaborg (nl) a été cédé au musée de Groningue en 1921 par les héritiers de la famille propriétaire et ouvert au public en 1927, après restauration. Il présente les collections relatives à l'art de vivre en Frise aux XVIIe et XVIIIe siècles.